# 外异蛋白A受体
外异蛋白A受体（Ectodysplasin A receptor，簡稱 EDAR ) 是人体內一種由EDAR基因编码的蛋白质。EDAR也是外异蛋白A的細胞表面受體，它在皮膚等外胚层組織的发育中起着重要作用。